# Correcció bolomètrica
En astronomia, la correcció bolomètrica és una correcció que s'ha de fer a la magnitud absoluta d'un objecte per tal de convertir la magnitud aparent d'un objecte en la seva magnitud bolomètrica.
Matemàticament s'expressa com:
{\displaystyle BC=M_{b}-M_{v}\!\,}
La correcció bolomètrica és gran tant per estrelles de tipus primerenques (calentes) com per les de tipus tardanes (fredes). Les primeres perquè una part substancial de la radiació produïda és en l'ultraviolat, la segona perquè una gran part és en l'infraroig. Per estrelles com el nostre sol, la correcció és només marginal perquè el Sol irradia la major part de la seva energia en la gamma de longitud d'ona visual.
L'escala de correcció bolomètrica es fixa per la magnitud absoluta del Sol i una magnitud bolomètrica adoptada pel Sol. L'elecció de la magnitud absoluta solar adoptada, la correcció bolomètrica, i la magnitud bolomètrica absoluta no són arbitràries, encara que algunes referències clàssiques han tabulat valors mútuament incompatibles per aquestes quantitats. L'escala bolomètrica ha variat històricament; així, la correcció bolomètrica del Sol ha variat en la banda V de magnitud -0.19 to -0.07. Com el Sol és també una estrella variable, i hi ha petites diferències en els valors de la lluminositat solar adoptada (encara que a nivells molt subtils), el 1999 dues comissions de la UAI
(Comissions 25: Polarimetria i fotometria estel·lar, i Comissió 36: Teoria de les atmosferes estel·lars) coincidiren en separar la definició de correcció i magnitud bolomètrica de la variable solar. El 1999 la UAI defineix que la magnitud bolomètrica absoluta zero es correlaciona a la lluminositat bolomètrica de 3,055e28 Watts. Es va seleccionar aquesta lluminositat com a punt zero per l'escala de magnitud bolomètrica absoluta de manera que la lluminositat solar (3.842e26 Watts) correspongués a la magnitud bolomètrica absoluta de 4,75
(el valor més usat pels astrònoms). Com el Sol té una magnitud V aparent de -26,75, i una magnitud V absoluta de 4,82, llavors l'escala de magnitud bolomètrica de la UAI implica que la correcció bolomètrica per al Sol (amb una temperatura efectiva de 5778 K) és de magnitud -0,07. La nova definició de la UAI significa que els models teòrics d'evolució per les estrelles poden definir la lluentor en termes de magnitud absoluta i bolomètrica en una escala lligada a una quantitat física (la lluminositat punt zero de 3,055e28 Watts) en comptes de la del Sol (la qual és intrínsecament variable, i hi ha incerteses sistemàtiques en el valor de la constant de flux solar mesurades a 1 AU).
Seguidament es mostra un subconjunt d'una taula de Kaler (p. 263) amb una llista de la correcció bolomètrica per a una rang d'estrelles. La taula completa es pot consultar a les referències.
| Clases | Seqüència principal | Gegants | Supergegants |
| ------ | ------------------- | ------- | ------------ |
| O3     | -4.3                | -4.2    | -4.0         |
| G0     | -0.10               | -0.13   | -0.1         |
| G5     | -0.14               | -0.34   | -0.20        |
| K0     | -0.24               | -0.42   | -0.38        |
| K5     | -0.66               | -1.19   | -1.00        |
| M0     | -1.21               | -1.28   | -1.3         |